# Kornić
Kornić és un poble de Croàcia que es troba a l'illa (i municipi) de Krk, al Comtat de Primorje – Gorski Kotar. La primera menció escrita de la vila es remunta al 1503. El 2021 tenia 500 habitants.